# 米德号驱逐舰 (DD-602)
米德号驱逐舰（英語：USS Meade，舷号：DD-602），是美国海军于第二次世界大战期间建造的一艘本森级驱逐舰，其舰名取自南北战争期间的理查德·沃萨姆·米德少将及其弟罗伯特·利米·米德上校。米德号在二战中活跃于太平洋战场，主要执行护航、反潜、防空、救援及火力支援任务，其先后参加了盟军对日本占领岛屿发起的多次战役，1943年11月22日，她与弗雷泽号驱逐舰一起击沉日军I-35号潜艇。
米德号由莫里·奈恩·伍顿（Moray Nairne Wootton）女士冠名，于1941年3月25日在纽约伯利恒斯塔滕岛造船厂铺设龙骨，随后于1942年2月15日下水。1942年6月22日，米德号在布鲁克林造船厂正式服役。

## 设计与装备
早期本森级驱逐舰的船体与辛姆斯级驱逐舰相似，但尺寸的提升使得该舰可额外负载50至60吨。为避免局部受损导致全舰瘫痪，本森级配备了两套锅炉与烟囱系统，为该级明显特征。由于2,100吨新型驱逐舰弗莱彻级产量不及预期，随着战争的临近，本森级于1940年12月再次投产，米德号即属于该批复产舰船。该舰建造时解决了部分早期班森级驱逐舰反映出的问题，拆除了后鱼雷发射管和3号主炮塔并装备了1座四联装28毫米75倍径高射机炮。随着战争的进行，该舰防空火力也获得了提升，四联装28毫米高射机炮被替换为博福斯40毫米高射炮，厄利孔20毫米机炮数量也有所增加。

## 服役历史

### 1942年
在古巴关塔那摩湾完成试航训练后，米德号护送华盛顿号战列舰前往西南太平洋。9月14日，她顺利抵达汤加塔布岛并加入特遣舰队，保护盟军基地和所罗门群岛美军部队间的航道。此后，米德号长期在新喀里多尼亚努美阿附近执行任务，参与盟军围绕瓜达尔卡纳尔岛的系列行动。
第1次瓜达尔卡纳尔海战期间，米德号护送YT-130船团和可帕拉号货船驶离该岛并于第二天安全抵达图拉吉。第2次瓜达尔卡纳尔海战后，米德号穿过铁底湾并在友军飞机引导下用主炮和博福斯40毫米高射炮轰击了总吨位约为38,000吨的4艘日军搁浅运输船，造成这些船只多处爆炸。随后，她返回萨沃岛和瓜达尔卡纳尔岛间的水域，成功救起了266名先前战斗中沉没的普雷斯顿号和瓦尔克号驱逐舰的幸存者。回到图拉吉后，她于16日前往马基拉岛水域搜寻朱诺号轻巡洋舰的幸存者。
11月22日至12月16日，米德号为纳瓦霍号拖船的打捞任务提供了保护。她还护送受损的波特兰号重巡洋舰前往澳大利亚悉尼并在前往新赫布里底群岛的途中为明尼阿波利斯号重巡洋舰提供护航。此后一段时间，米德号都活跃于瓜达尔卡纳尔、新喀里多尼亚、新赫布里底水域执行护航任务。伦内尔岛海战期间，米德号主要在第18特遣舰队中掩护航空母舰。

### 1943年
3月18日，米德号离开南太平洋并于4月15日抵达阿留申群岛，随后的4个月中，她都在北太平洋执行护航任务。5月11日，米德号参加了美军对阿图岛的占领行动，期间她执行了多次海岸炮击及炮火支援任务。之后，米德号又参与占领了基斯卡岛。
在普吉特海湾完成大修后，米德号经珍珠港前往新西兰惠灵顿加入第五舰队执行任务。11月13日，米德号离开埃法特岛，跟随第53特遣舰队火力支援分队参加吉尔伯特群岛占领行动。20日，她在贝蒂奥岛的战斗中为友军提供炮火支援并掩护舰队中的巡洋舰。
11月22日15时19分，米德号和弗雷泽号驱逐舰在对运输舰区以西海域进行反潜巡逻时发现敌军潜艇，随后两舰迅速投入反潜作战。15时30分，米德号设置首轮深水炸弹平均起爆深度200英尺（61），最大起爆深度250英尺（76）投放，此轮攻击结果未知，但日军潜艇航速在受攻击后明显下降。之后的较长时间内，两舰均未能找到合适的攻击窗口，16时30分，米德号将两项起爆深度参数均上调50英尺（15）后投弹，但相关声纹很快被掩盖，未能获得有效信息。17时2分、17分、28分，弗雷泽号分三次投下深水炸弹，米德号也利用声呐成功追踪到潜艇位置。随后弗雷泽号报告海面出现油迹并伴有柴油气味，米德号随即驶往油迹区域，沿该尾迹间隔5秒投弹。17时44分，日军I-35号潜艇在米德号右舷后方约2,000碼（1,800）处浮出水面，2分钟后两艘美军驱逐舰开始炮击该潜艇。17时51分，弗雷泽号撞上I-35号指挥塔左后部舰体，3分钟后，该潜艇自尾部开始沉没。17时58分，沉没的潜艇在水下爆炸。

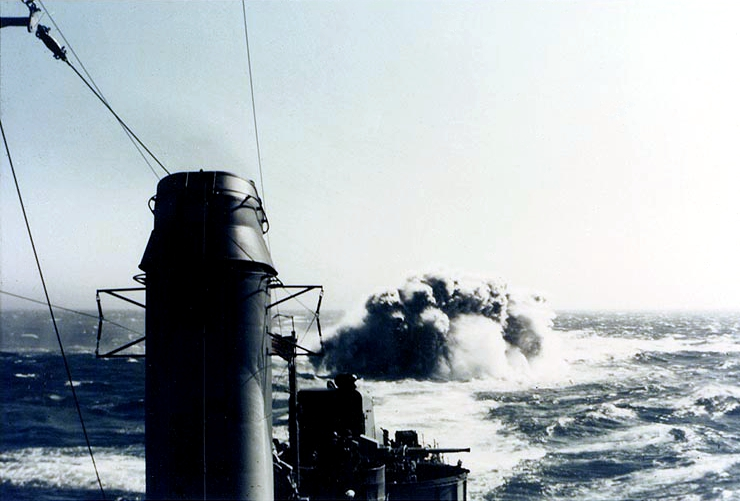
米德号投下的深水炸弹在驱逐舰后方水下爆炸

随后，米德号和弗雷泽号放下小艇前往救援4名幸存者，其中1人在短暂的交火后被击毙，而当米德号的小艇载着另一名重伤战俘返回时，1架SBD无畏式俯冲轰炸机将小艇误认为日军潜艇的指挥塔并投下1枚500磅延时航空炸弹，该弹在距小艇仅3英尺（0.91）的水下爆炸，造成2人落水、1人轻伤。爆炸发生后，米德号起初未能识别友军，其舰上防空武器2次命中该飞机。12月7日，米德号返回珍珠港，随后针对即将开始的马绍尔群岛作战进行了为期6周的训练。

### 1944年
1月22日，米德号跟随第52特遣舰队出击，随后于29日炮击了位于塔罗阿岛的敌军设施。31日，她继续在夸贾林环礁作战，掩护战列舰与巡洋舰打击海岸目标，此后的2天，她又打击了当地的敌军碉堡和机枪阵地。此后，米德号又执行了多次护航、掩护和巡逻任务。2月16日，米德号离开夸贾林环礁，经马朱罗最终于24日抵达珍珠港。
3月8日，米德号返回马朱罗，掩护第58特遣舰队的机动航母前往轰炸米利环礁，18日，她继续掩护舰队前往加罗林群岛。此后一段时间，她都在掩护航母轰炸不同的目标：30日至次月2日，打击雅浦岛、沃莱艾环礁和帕劳；4月21日至24日，打击新几内亚西部；4月29日至30日，打击楚克群岛和波纳佩岛。行动期间，米德号曾数次前往追踪疑似潜艇的目标，但均没有实际收获，她于25日晚间投下的深水炸弹可能命中了潜艇，多名船员报告听到水下爆炸声或看到不明物体浮出水面，然而后续搜索并没有发现目标。5月4日，米德号返回马绍尔群岛。
5月12日至7月10日，米德号在沃杰环礁、马洛埃拉普环礁、米利环礁、贾卢伊特环礁等地进行海岸炮击与封锁巡逻任务。7月11日，米德号离开马朱罗经珍珠港返回美国西岸，最终于26日抵达旧金山。在马雷岛海军造船厂完成大修后，米德号于9月20日返回珍珠港，之后的2个月，她都在当地协助军校进行炮击和雷击训练。12月1日，米德号跟随威斯康星号战列舰离开珍珠港。9日，米德号抵达乌利西环礁，随后于15日至19日前往马绍尔群岛护送2艘商船。

### 1945年
1944年12月25日至1945年1月16日，米德号完成了2次埃内韦塔克环礁与关岛间的护航任务。1月21日，米德号离开马绍尔群岛，经乌利西环礁最终于28日抵达菲律宾，随后于当地加入第七舰队第27驱逐舰分队。2月8日至13日，她护送莱特湾的坦克登陆舰和商船经民都洛和苏比克湾前往吕宋岛的林加延湾。此后的2个月，米德号都在林加延湾附近巡逻，寻找日军的潜艇和航空母舰。
5月5日，米德号返回莱特湾并加入第78.3特混舰队。10日，她前往马卡加拉尔湾，为当地两栖作战提供火力支援，15日，她又护送船只前往宿雾岛和棉兰老岛。20日，米德号返回莱特湾，此后一直护送船只前往南菲律宾直至7月9日。1个月后，米德号驶往苏比克湾并于日本投降前抵达该地。

### 第二次世界大战结束后
8月31日至9月9日，米德号护送船队前往冲绳岛并返回，20日她启程前往法属印度支那，随后于23日在北部湾海岸向法军运送补给和医疗物资，29日，米德号返回马尼拉湾。11月2日，米德号启程返回美国本土，途经圣迭戈和巴拿马运河，最终于12月9日抵达诺福克。2天后，米德号开始大规模整修。1946年3月4日，米德号驶往查尔斯顿封存，6月17日，她于当地退役并加入美国大西洋预备舰队。1971年6月1日，米德号自美国海军除籍，后于1973年2月作为靶舰击沉。

## 荣誉
米德号驱逐舰在第二次世界大战中共获得9枚战斗之星。

## 历任舰长
| 姓名       | 译名                 | 军衔 | 任职时间       |
| ---------- | -------------------- | ---- | -------------- |
|            | 雷蒙德·斯塔尔·兰姆   | 少校 | 1942年1月22日  |
|            | 约翰·马尔霍兰        | 少校 | 1943年6月10日  |
|            | 理查德·盖理·科尔伯特 | 中校 | 1944年10月11日 |
|            | 罗伯特·斯蒂芬·盖     | 少校 | 1945年12月12日 |
| 参考文献： |                      |      |                |